# Villafranca de la Sierra
Villafranca de la Sierra è un comune spagnolo di 185 abitanti situato nella comunità autonoma di Castiglia e León.